# Bayhorse
Bayhorse is de naam van een verlaten zilvermijnplaats gelegen in het midden van de staat Idaho (Verenigde Staten). Dit verlaten oord ligt in een klein diep ravijn. Later werd dit oord privéterrein en verboden voor bezoekers. Het bestaat uit verlaten en ingestorte houten gebouwen. Eind 1800 was het een levendig gebied vanwege de zilverkoorts. De plek heeft nog 6 niet-werkende houtskoolovens. Er was veel houtskool voor nodig om de intense hitte te produceren om het zilver en lood te doen smelten. Er staat tevens nog een oude molen.
Andere aanverwante oorden die zijn verlaten in dezelfde streek zijn:
- Custer
- Bonanza
- Clayton
- Pioneerville
- Placerville
- Idaho City